# Anoplosiagum castaneum
Anoplosiagum castaneum är en skalbaggsart som beskrevs av Hermann Burmeister 1855. Anoplosiagum castaneum ingår i släktet Anoplosiagum och familjen Melolonthidae. Inga underarter finns listade i Catalogue of Life.